# Los Barcans
Los Barcans és una serra situada al municipi de Camarasa a la comarca de la Noguera, amb una elevació màxima de 521 metres.